# Schiefen (Eitorf)

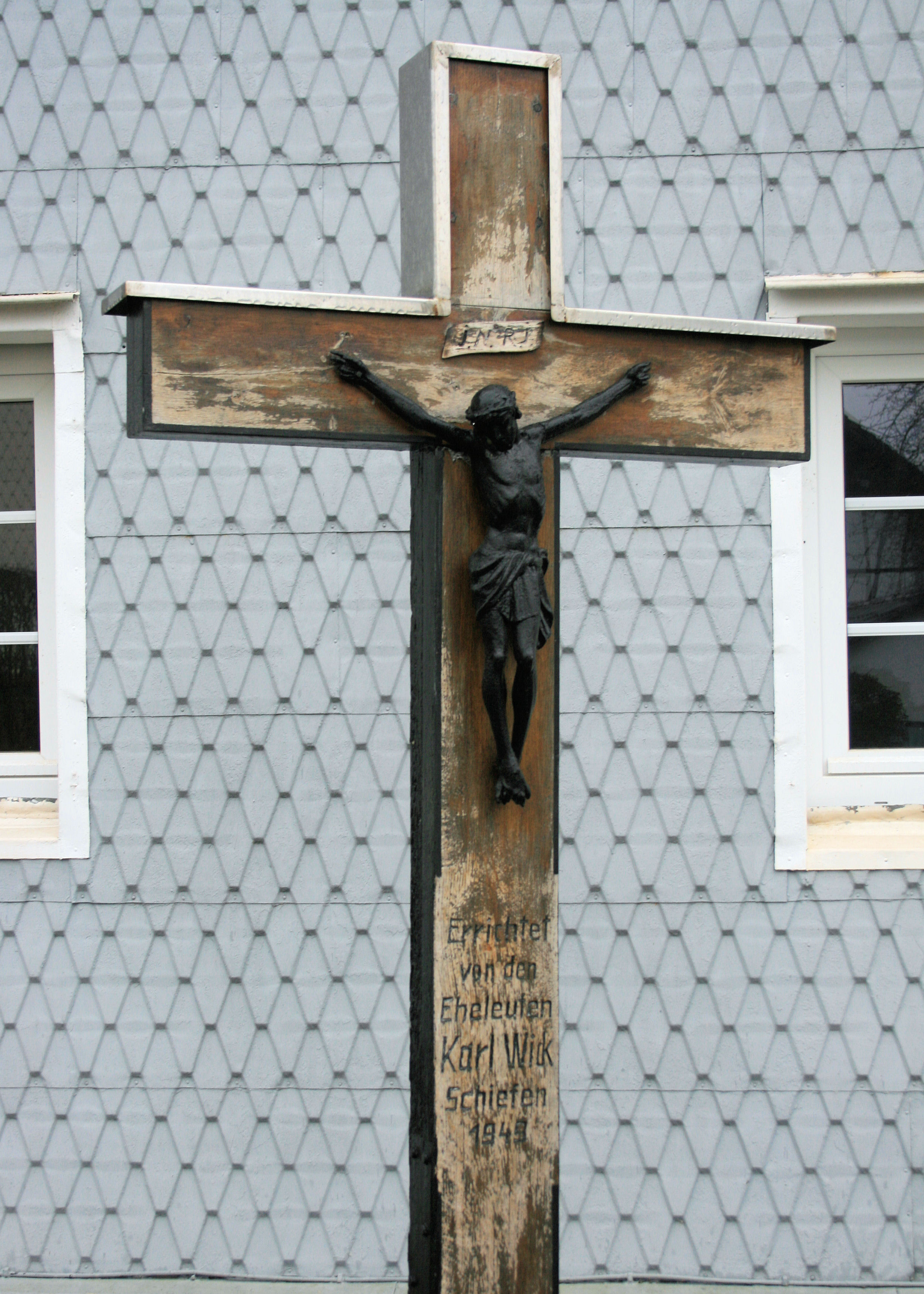
Ein Kruzifix im Ort

Schiefen ist ein ehemaliger Ortsteil der Gemeinde Eitorf im Rhein-Sieg-Kreis im Süden Nordrhein-Westfalens.

## Lage
Schiefen liegt in einer Höhe von 135 m ü. NHN linksseitig des Erlenbachs zwischen den Ortsteilen Untenroth und Josefshöhe. Neben Schiefen lag das Klostergut Jägeroth.

## Geschichte
Von 1816 bis 1934 gehörte Schiefen zur Gemeinde Merten.
1830 wohnten im Ort 47 Personen.
1845 gab es hier 14 Haushalte mit 76 katholischen Einwohnern.
1885 hatte Schiefen 16 Haushalte und 88 Einwohner.
1901 gab es hier die Haushalte Josef, Mathias und Witwe Wilhelm Dohrmann, Johann Franken, Wilhelm Irsen, Witwe Franz Schiefen, zwei Heinrich und einen Philipp Schiefen. Alle waren Ackerer.
1925 waren in Schiefen 30 Haushalte verzeichnet, darunter sieben Familien Dohrmann und acht Familien Schiefen.

## Dorfleben
Im Ort gibt es seit 1979 eine Dorfgemeinschaft, die einen Maibaum errichtet, Pfingsteiersingen organisiert und das Kartoffelfest am ersten Augustsamstag ausrichtet.